# Petro Murianka
Petro Murianka, właściwie Piotr Trochanowski (ur. 10 sierpnia 1947 roku w Parchowie) – łemkowski poeta.

## Życiorys
W latach 1967–1983 był diakiem w sanockiej cerkwi, a następnie w Krynicy.
Wydał 4 tomiki wierszy – pierwszy w języku łemkowskim, dwa późniejsze w wersji dwujęzycznej i czwarty po polsku – Murianczysko (1983), Suchy badyl (1984), Jak sokół wodę z kamienia (1989) oraz wydany w 2002 roku tomik Płanetnyky. Pisze również sztuki teatralne (m.in. Młyńsky kameni). Tłumaczy z języków słowiańskich na rusiński i komponuje melodie do wierszy własnych i innych poetów rusińskich. 
Obecnie mieszka w Krynicy-Zdroju, gdzie wydaje pierwszą po zmianie ustrojowej gazetę łemkowską „Besida”. Otrzymał m.in. Nagrodę im. Stanisława Piętaka (1990), statuetkę „łemkowskiego/rusińskiego niedźwiedzia” na III Biennale kultury łemkowskiej/rusińskiej w Krynicy Zdroju (2004). Był zastępcą prezesa Stowarzyszenia Łemków, obecnie jako członek tej organizacji. Wraz z Władysławem Grabanem i reprezentacyjnym zespołem pieśni i tańca „Łemkowyna” jest założycielem i współorganizatorem pierwszych Łemkowskich Watr w górach (1983, 1984 – Czarna, 1985 – Hańczowa, 1986–1989 – Bartne); obecnie Łemkowskich Watr na Obczyźnie w Michałowie (województwo dolnośląskie). Był również członkiem i solistą „Łemkowyny” z Bielanki. Śpiewał także w zespole Media „Żurawli”.
Został odznaczony Srebrnym (2013) i Złotym (2022) Krzyżem Zasługi.